# Bagno, Tỉnh West Pomeranian
Bagno [ˈbaɡnɔ] (tiếng Đức: Mittelbruch) là một khu định cư ở khu hành chính của Gmina wieszyno, thuộc quận Koszalin, Tây Pomeranian Voivodeship, ở phía tây bắc Ba Lan. Nó nằm khoảng 3 kilômét (2 mi)   về phía đông nam của ieswieszyno, 9 km (6 mi)     phía nam Koszalin, và 131 km (81 mi) về phía đông bắc của thủ đô khu vực Szczecin.
Khu định cư có dân số 49 người.